# Mostimetro
Il mostimetro è un particolare densimetro usato per misurare la percentuale in peso degli zuccheri contenuti nel mosto, dalla quale si calcola il probabile grado alcolico del vino.
In Italia è in uso prevalentemente il cosiddetto Mostimetro Babo di Klosterneuburg, mentre in Francia si usa prevalentemente il mostimetro chiamato Guyot.